# IC 4366
IC 4366 — галактика типу SBc () у сузір'ї Центавр.
Цей об'єкт міститься в оригінальній редакції індексного каталогу.